# Lex Fridman
Lex Fridman é um cientista da computação russo-americano, pesquisador de inteligência artificial e apresentador de podcast que atualmente trabalha e ensina no Massachusetts Institute of Technology (MIT).

## Carreira
A carreira de Fridman começou no Google, trabalhando em aprendizado de máquina. Fridman é um cientista pesquisador e conferencista no MIT. Seu trabalho no MIT envolve pesquisa em inteligência artificial centrada no ser humano, pesquisa de veículos autônomos, aprendizado profundo e robótica pessoal. Em 2017, Fridman trabalhou em visão computacional, aprendizado profundo e algoritmos de planejamento para veículos semiautônomos. O trabalho de Fridman foi publicado em periódicos revisados por pares.

### Podcast Lex Fridman
Iniciado em 2018, o Lex Fridman Podcast (originalmente intitulado Artificial Intelligence Podcast )  discute "IA, ciência, tecnologia, história, filosofia e a natureza da inteligência, consciência, amor e poder", ao contrário de seu programa anterior, que pretendia ser "mais geral e pessoal". Os convidados incluíram Elon Musk, Joe Rogan, Jack Dorsey, Ray Dalio, e Mark Zuckerberg. A terceira entrevista de Fridman com Elon Musk discutiu as opiniões de Musk sobre exploração espacial e criptomoedas.

## Vida pessoal
Fridman é faixa preta em jiu jitsu brasileiro e judô, e toca violão e piano.